# Sphinx 3000
Sphinx 3000 — пистолет, разработанный швейцарской компанией Sphinx Systems на базе модели AT-2000.

## Конструкция
Автоматика осуществляется по схеме использования отдачи при коротком ходе ствола. Запирание происходит при помощи снижающейся казённой части ствола, входящей прямоугольным выступом, расположенной над патронником, в окно для выброса стреляных гильз. Снижение происходит при взаимодействии фигурного паза нижнего прилива казенной части с осью затворной задержки. Ударно-спусковой механизм курковый, двойного действия, c предохранительным взводом курка. Спортивные варианты имеют УСМ одинарного действия с коротким, плавным и легким ходом спускового крючка. Имеется автоматический предохранитель ударника.
Кожух-затвор движется по внутренним направляющим рамки, подобно чешскому пистолету Cz-75. В связи с этим пистолет обладает высокой точностью стрельбы. Рама и кожух-затвор пистолета изготавливаются фрезеровкой из стальных заготовок. В передней части рамы имеются пазы для крепления тактического фонаря или лазерного целеуказателя.
На левой стороне рамы расположены рычаги затворной задержки и флажкового предохранителя, также может двухсторонним. Выпускается несколько вариантов пистолетов, отличающихся тем, что у них есть либо обычный предохранитель, запирающий курок и шептало как в спущенном, так и во взведенном состоянии, так и варианты с рычагом безопасного спуска курка вместо предохранителя. Защелка магазина размещена с левой стороны рамы, в основании спусковой скобы. Прицельные приспособления состоят из мушки и целика. Может устанавливаться обычный, с возможностью внесения боковых поправок и микрометрический целик, с регулированием в двух плоскостях.

### Варианты
- Sphinx 3000 Standard – универсальный спортивно-полицейский пистолет массой 1150 грамм с длиной ствола 115 мм[1].
- Sphinx 3000 Tactical – модель для полиции массой 1050 грамм с длиной ствола 95 мм[1].
- Sphinx 3000 Competition – спортивная модель для соревнований по практической стрельбе массой 1150 грамм с длиной ствола 115 мм с возможностью установки регулируемого прицела и дульного компенсатора[1].

### Дополнительная информация
Главной областью использования как и для модели Competition, является практическая стрельба. Как и Сфинкс AT-2000S, Sphinx 3000 выполнен с высшим качеством изготовления, отличной надежностью и эргономикой, и довольно высокой рыночной стоимостью.